# Taburete Dúplex
El Taburete Dúplex es un taburete diseñado en 1981 por Javier Mariscal (Valencia, 1950). Destaca por su forma divertida y gráfica, que rompe con la sobriedad clásica del taburete tradicional sin perder comodidad, estabilidad y resistencia. Se le considera un símbolo del diseño gestual español y un exponente anticipado del estilo posmoderno.

## Historia
Fue diseñado como parte del mobiliario del Bar Dúplex (Valencia, 1980), del que tomó el espíritu y el nombre. Este establecimiento, hoy desaparecido, contó con un interiorismo de Fernando Salas y Javier Mariscal. El protagonismo de los colores y las líneas geométricas del local encajaron perfectamente con las del taburete. Tiene influencias del estilo pop y también de un taburete de la diseñadora Eileen Gray (Brownswood, Irlanda, 1878 - París, 1976) de patas y asiento similares que, según el mismo Mariscal , le atrajeron por su línea y movimiento.
En un principio se produjeron pocas unidades, ya que estaban destinados únicamente al bar Duplex, pero más tarde la empresa BD, Ediciones de Diseño, realizó una tirada con la que llegó a un público mayor y alcanzó un importante éxito comercial. Se produjo en dos tamaños, el estándar de 81 x 47 x 42 cm y una más pequeña llamada single. También se realizó un prototipo con un respaldo y un brazo que sostenía un cenicero. Es el primer diseño de Mariscal producido en serie.
A raíz del taburete Dúplex, Mariscal fue invitado por el diseñador y arquitecto italiano Ettore Sottsass a colaborar con el Grupo Memphis, que lanzó desde Italia el estilo posmoderno y colorista del mobiliario y con quien el artista valenciano expuso el preciado carrito Hilton, producido en Milán en 1981.

## Características
El taburete Dúplex se caracteriza por la originalidad y el grafismo de las patas, que configuran la estructura adoptando formas y colores diversos: azul la curva, roja la recta y amarilla la ondulada. La parte de las patas que está en contacto con el suelo tiene un recubrimiento que las protege y las acaba. En el interior del espacio comprendido entre las patas hay dos anillos, en blanco el superior (inclinado) y en negro el inferior (horizontal). El primero, que hace 11 cm de diámetro, tiene una función estructural y está sujeto a las patas con hierro fundido. El segundo, de 35 cm de diámetro, le suma la función de reposapiés y está apretado con unas piezas de hierro de color negro. El asiento es tapizado con piel negra con borde del mismo color, aunque el modelo original tenía el asiento azul y el borde blanco.

## Presencia en Museos
En 1995, la empresa BD, Ediciones de Diseño, dio al Museo de las Artes Decorativas de Barcelona un ejemplar del taburete Dúplex editado en 1981 que se expone en la colección permanente del museo, ubicada en el Palacio de Pedralbes.
La pieza es incluida en 2023 en el proyecto de museo digital Iconos del Diseño Valenciano.

## Premios y reconocimientos
- 1981 - Portada de la revista Modo.[4]
- 1984 - Seleccionado para los Premios Delta convocados en Barcelona por ADI-FAD.